# Кубок Ісландії з футболу 2000
Кубок Ісландії з футболу 2000 — 41-й розіграш кубкового футбольного турніру в Ісландії. Переможцем ввосьме став Акранес.

## Календар
| Раунд        | Дата              | Матчі | Клуби   |
| ------------ | ----------------- | ----- | ------- |
| Перший раунд |                   | 13    | 61 → 48 |
| Другий раунд |                   | 16    | 48 → 32 |
| 1/16 фіналу  | 13-15 червня 2000 | 16    | 32 → 16 |
| 1/8 фіналу   | 3-5 липня 2000    | 8     | 16 → 8  |
| 1/4 фіналу   | 12-14 серпня 2000 | 4     | 8 → 4   |
| 1/2 фіналу   | 5-6 вересня 2000  | 2     | 4 → 2   |
| Фінал        | 24 вересня 2000   | 1     | 2 → 1   |

## 1/8 фіналу
| Команда 1                | Рахунок | Команда 2         |
| ------------------------ | ------- | ----------------- |
| 3 липня 2000             |         |                   |
| КР                       | 1:2     | Кеплавік          |
| 4 липня 2000             |         |                   |
| Стьярнан                 | 0:2     | Гапнарф'єрдюр (2) |
| Вікінгур (Рейк'явік) (2) | 2:3 дч  | Валюр (2)         |
| 5 липня 2000             |         |                   |
| Фількір                  | 2:0     | Акурейрі (2)      |
| Акранес                  | 4:1     | Далвік (2)        |
| Фрам                     | 0:2     | Гріндавік         |
| Лейфтур                  | 2:4     | Вестманнаейя      |
| Сіндрі (2)               | 0:1 дч  | Брєйдаблік        |

## 1/4 фіналу
| Команда 1      | Рахунок      | Команда 2         |
| -------------- | ------------ | ----------------- |
| 12 серпня 2000 |              |                   |
| Брєйдаблік     | 0:2          | Фількір           |
| 13 серпня 2000 |              |                   |
| Гріндавік      | 1:1 пен. 2:4 | Акранес           |
| Вестманнаейя   | 4:1          | Валюр (2)         |
| 14 серпня 2000 |              |                   |
| Кеплавік       | 1:1 пен. 7:8 | Гапнарф'єрдюр (2) |

## 1/2 фіналу
| Команда 1      | Рахунок      | Команда 2         |
| -------------- | ------------ | ----------------- |
| 5 вересня 2000 |              |                   |
| Вестманнаейя   | 2:1          | Фількір           |
| 6 вересня 2000 |              |                   |
| Акранес        | 1:1 пен. 5:3 | Гапнарф'єрдюр (2) |

## Фінал
| 24 вересня 2000 |

| Акранес                         | 2:1      | Вестманнаейя  |
| ------------------------------- | -------- | ------------- |
| Адалстейнссон 56' Рейніссон 89' | Протокол | Відарссон 62' |

| Лаугардалсволлур, Рейк'явік Глядачів: 4 632 Арбітр: Ейолфур Олафссон |